# Chiesa dei Santi Pietro e Paolo (Coreglia Antelminelli)
La chiesa dei Santi Pietro e Paolo è un edificio sacro che si trova a Ghivizzano, frazione del comune di Coreglia Antelminelli in provincia di Lucca.

## Storia e descrizione
Nel Settecento la chiesa diventa parrocchiale e viene ampliata e trasformata. Le tracce dell'originario impianto romanico si vedono soprattutto negli archetti di gronda decorati con protomi umane sul fianco sud e nella parte inferiore dell'abside, ora sotto il piano pavimentale. L'ultimo intervento di una certa consistenza è del 1885, quando vengono ricollocate due lapidi sepolcrali, le cui iscrizioni le assegnano a Giovanna (morta nel 1336), moglie di Francesco Castracani, signore del luogo, e al figlio Filippo. Attraverso un portico si accede all'interno, a una navata, decorato nell'Ottocento; nell'arco sopra l'altar maggiore sono affrescate la Fede, la Caduta di Saulo, la Guarigione dello storpio; in due nicchie ai lati le statue dei santi titolari.

## Galleria d'immagini

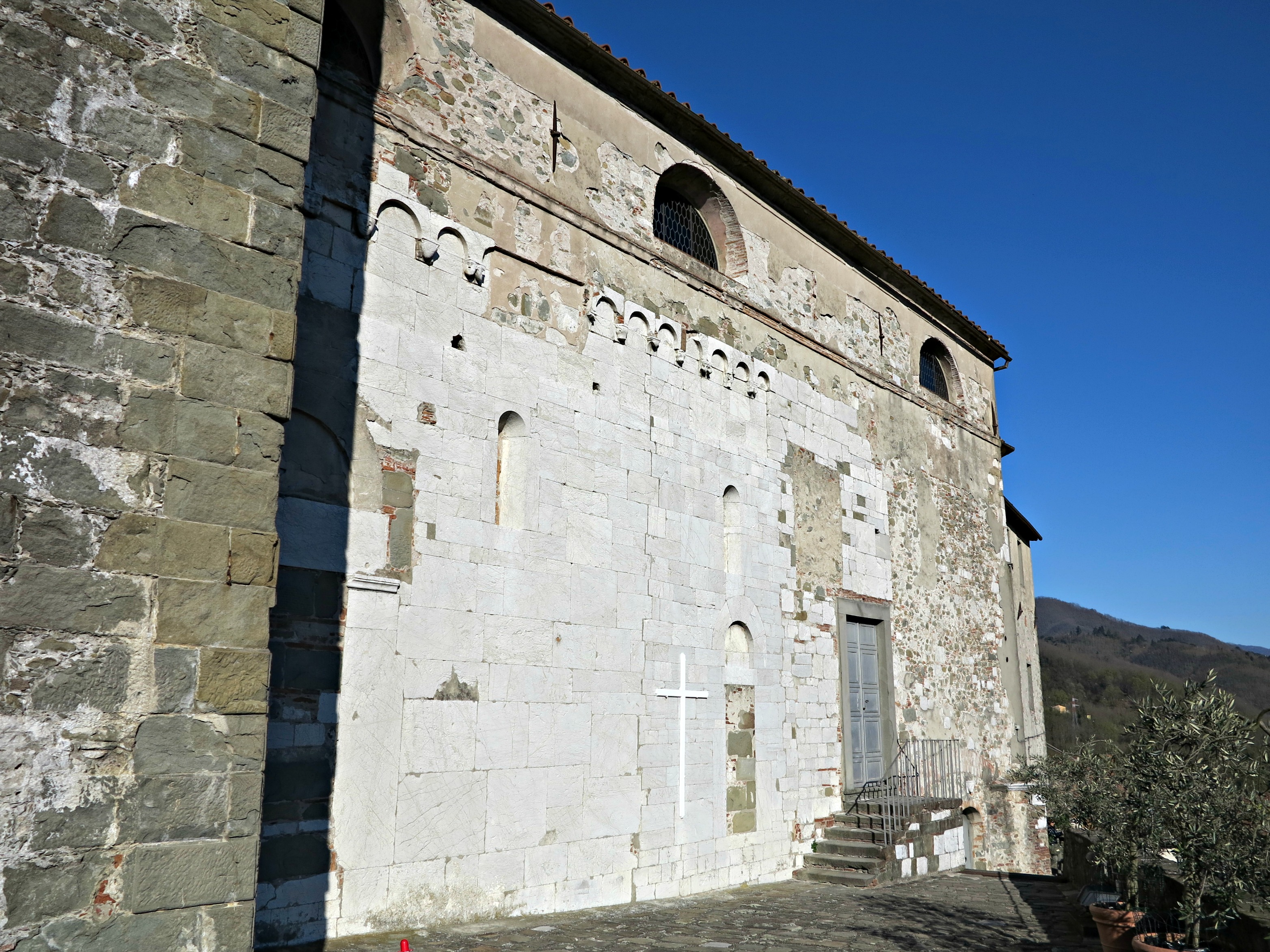
Esterno
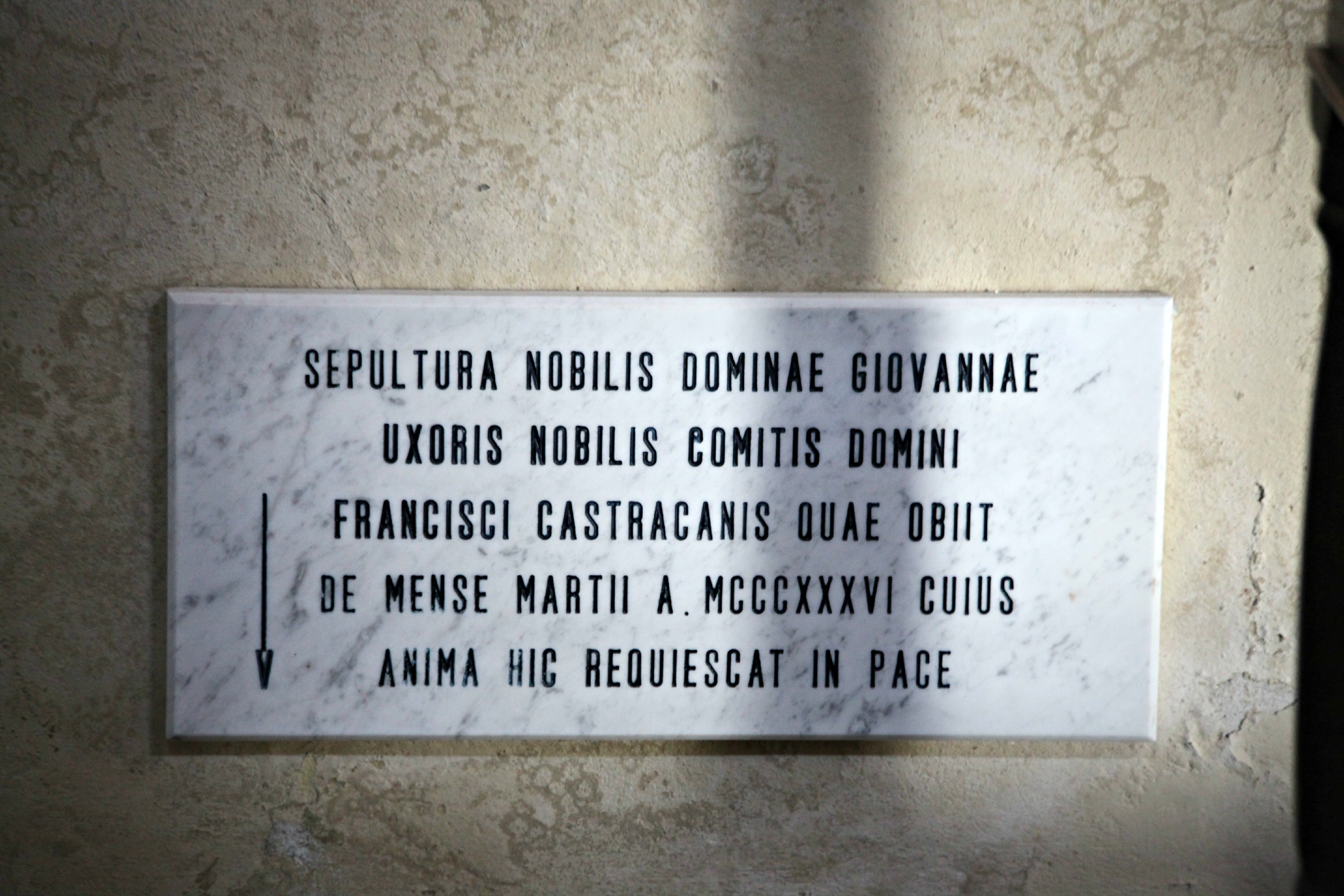
Tomba di Giovanna (m.1336) e di Filippo Castracani (m.1367)
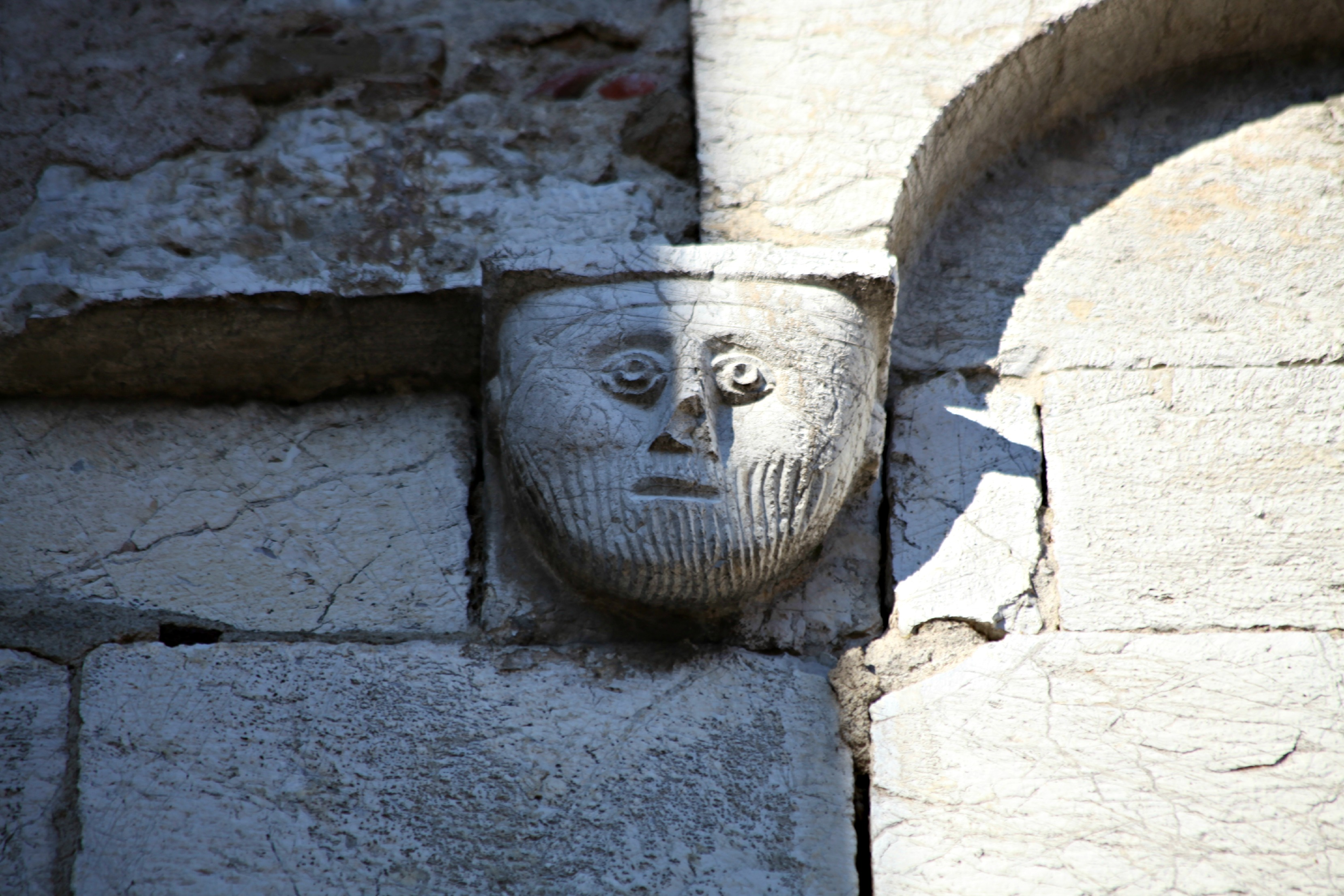
Protome umana
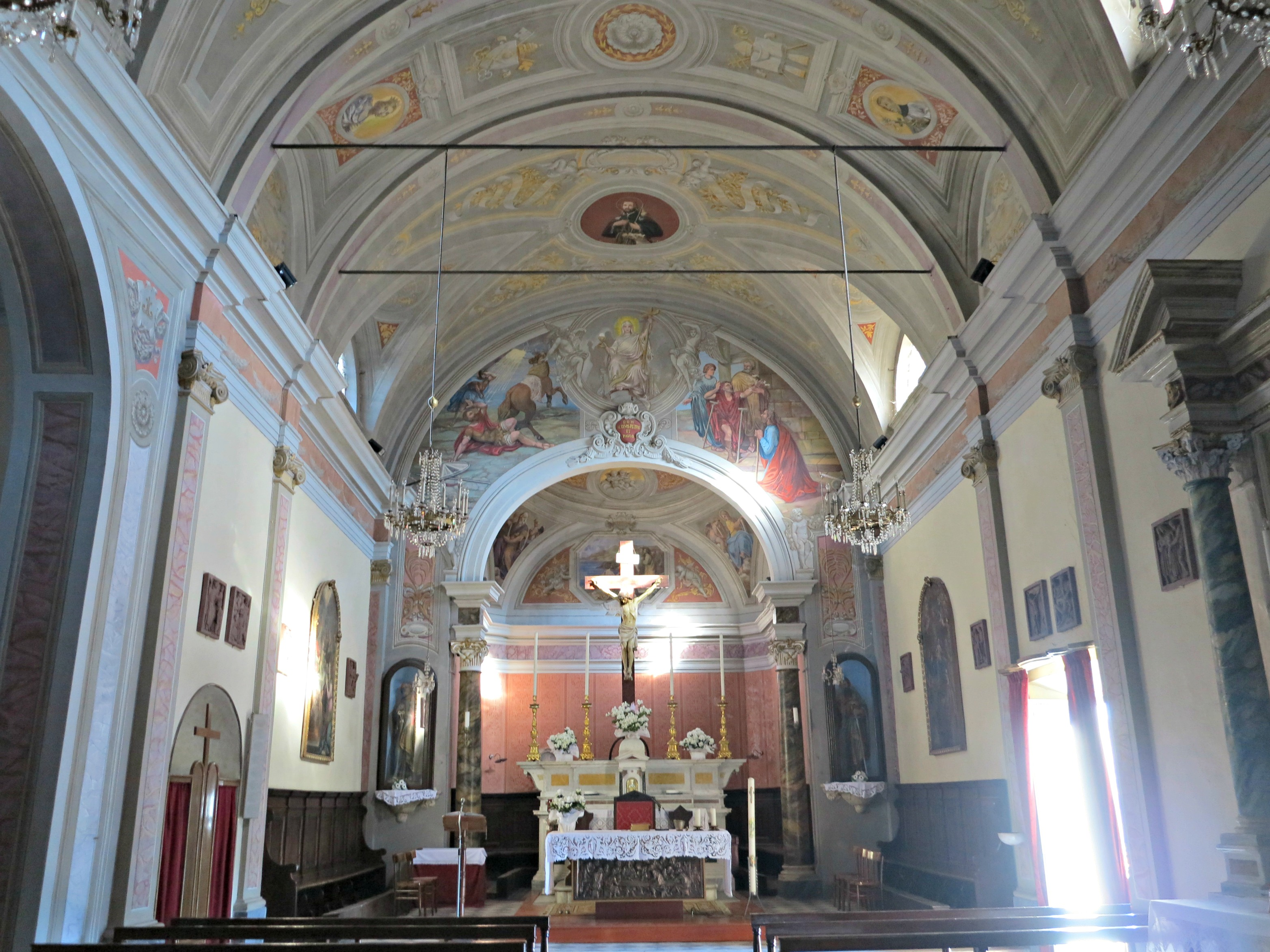
Interno